# Marius Maure
Pour les articles homonymes, voir Maure.
Marius Maure, né le 1er mai 1871 à Biskra en Algérie, et mort en 1941 à Rouïba (Algérie), est un photographe français installé à Biskra de 1895 à 1933.

## Éléments biographiques
La commercialisation de la production du studio est assurée au sein même du studio mais aussi dans une librairie dirigée par le frère de Marius, Auguste Ambroise Maure. Autrefois gérée par les familles Vette puis Garcin, cette librairie sera finalement dirigée par la famille Roigt à partir de 1928. Seront proposés à la vente des photographies, cartes postales mais aussi de nombreux guides touristiques illustrant des quartiers, des monuments, des paysages ou des scènes de vie de Biskra et de ses environs (El Kantara, Sidi Okba, Chetma, Tilatou, Tolga, Touggourt…). 
Mobilisé sur le continent français pour la guerre 1914-18, Marius Maure céda temporairement la direction du studio photo à son épouse Marguerite Royer (couturière de métier) qui prit le relais de son mari au pied levé. 
Propriétaire de palmeraies dans la région de Biskra, Marius participait activement à la vie économique de sa ville. Il eut trois enfants : Louisette devenue religieuse et qui décédera en 1928 à l'âge de 30 ans, Jeanne qui épousera Octave Habert, charron forgeron de la ville, et André qui épousa quant à lui la carrière de médecin. Au décès de son épouse Marguerite en 1933, regrettant qu'aucun de ses enfants n'était disposé à reprendre le flambeau, Marius céda finalement son studio en 1934 avec le fonds et l'ensemble du matériel à Mme Thérèse Landron. Alexandre Bougault (fils), épousant Mme Landron en 1935, y installa son studio.

## Le studio "Photographie Saharienne" de Biskra

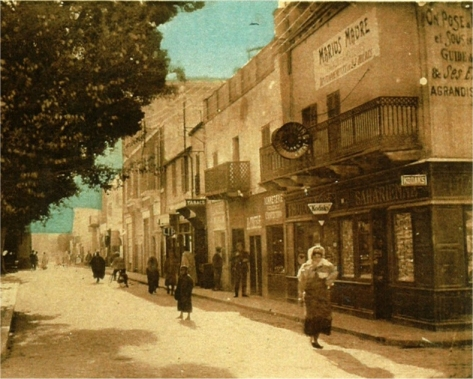
Studio photo Maure - "Photographie Saharienne" - Biskra - vers 1910.

Marius Maure assure la succession de son père Auguste à la direction du studio "Photographie Saharienne" de Biskra (Algérie) dès les années 1895. Biskra, la reine des oasis ("Reine des Ziban") à la porte du grand désert du Sahara, est une ville au destin touristique exceptionnel. Cette station thermale et d'hivernage accueillera nombre d'artistes et de personnages illustres qui contribueront à lui assurer une renommée internationale.
En cette fin du XIXe siècle, Biskra devient un véritable Pont-Aven du désert. Marius Maure appartient aux artistes formant l'École de Biskra  constituée de peintres tels Eugène Fromentin, Paul Jean Baptiste Lazerges, Eugène Girardet, Gustave Guillaumet, Maurice Bompard ou Étienne Dinet ainsi que des photographes Auguste Maure, Émile Frechon, Alexandre Bougault ou Rudolf Lehnert. Ces artistes ayant su restituer l'atmosphère intemporelle de cette oasis dont les modes de vie semblaient s'être figés depuis l'Antiquité.

## Production photographique
Le studio Maure, installé au 33 rue Berthe (actuelle rue de la République) et face au square Béchu (place Ben M'hidi), propose aux nombreux touristes et militaires en service dans la région des clichés de Biskra et de ses environs proposés à l'unité ou sous la forme de livrets touristiques. Des prises de vue en studio ou en extérieur sous les palmiers sont proposées aux clients ayant la possibilité, s'ils le souhaitent, de revêtir des costumes indigènes ou de figurer sur le dos d'un des dromadaires de la famille Maure. Ces photos, au format cabinet ou CDV, immortalisent leur séjour dans cette magnifique oasis à la porte du Sahara Algérien.
Les membres de la tribu des Ouled Naïls, danseuses arabes portant une tenue, une coiffe et des bijoux incomparables, assurent aussi l'attraction locale. Elles sont très souvent représentées sur des clichés très appréciés des touristes mais ne sont plus que des prostituées dont l'appellation ouled nail n'a d'ailleurs plus grand chose à voir avec la tradition ancestrale.

## Édition de cartes postales
Marius Maure conduit dès 1895 la reconversion du studio familial dans l'édition de cartes postales. De nombreuses photos du studio seront ainsi éditées en cartes postales de 1899 à 1910 sous la signature « Maure Phot. ». Marius en profite pour redonner une nouvelle vie à des clichés réalisés par son père plus de vingt ans auparavant. Il devient un correspondant local de France Album fournissant de nombreuses vues et types du sud de l'Algérie qui seront publiés dans de nombreux ouvrages. Il contribue par exemple à la série spéciale d'albums pour l'instruction élémentaire éditée par France Album et la ville de Paris. Cette série d'albums fut honorée d'une médaille de bronze à l'exposition universelle de Paris de 1900. 
Marius remporte une médaille d'or aux expositions coloniales de Constantine en 1896 et de Marseille en 1906. Il participe à l'exposition coloniale de 1931 à Vichy, n'hésitant pas, d'après des sources familiales, à y emmener ses trois méharis (dromadaires coureurs). Marius adopte un style plus moderne sur toute une série de cartes postales couleur sépia qu'il publie dans les années 1910 à 1930 et collabore avec les éditeurs-imprimeurs parisiens Neurdein (ND Phot.), et Lévy & Fils (LL) puis avec C.A.P. qui résulte de la fusion ces deux sociétés après 1918, afin de permettre une diffusion à grande échelle de ses clichés. Dans les années 1950, la maison d'édition « La Cigogne » réédite une série de cartes postales à partir de photos du studio Maure. Des clichés de Marius Maure représentant des vues du Sahara et des méharistes sont ainsi publiés sous la dénomination « Collection Saharienne ».
L'édition de cartes postales a finalement contribué de façon décisive à la réputation du studio « Photographie Saharienne ». Marius Maure prit ainsi part aux années marquant l'âge d'or de la carte postale en Algérie aux côtés de nombreux photographes illustres de cette époque que sont les Neurdein, Geiser, Leroux, Madon, Portier, Prouho, Vollenweider ou Bougault. 

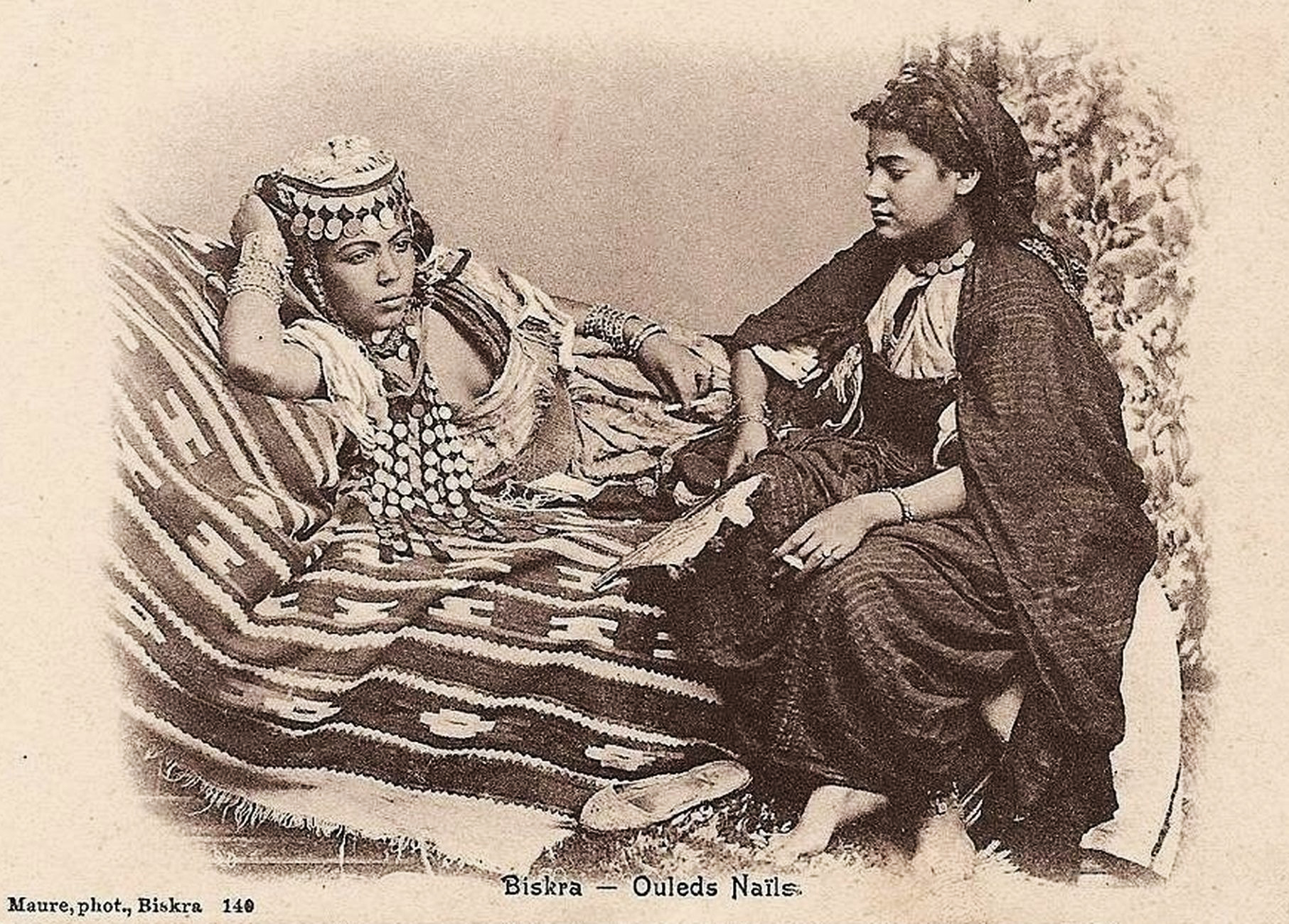
CPA Ouled Nails - Biskra - vers 1900.
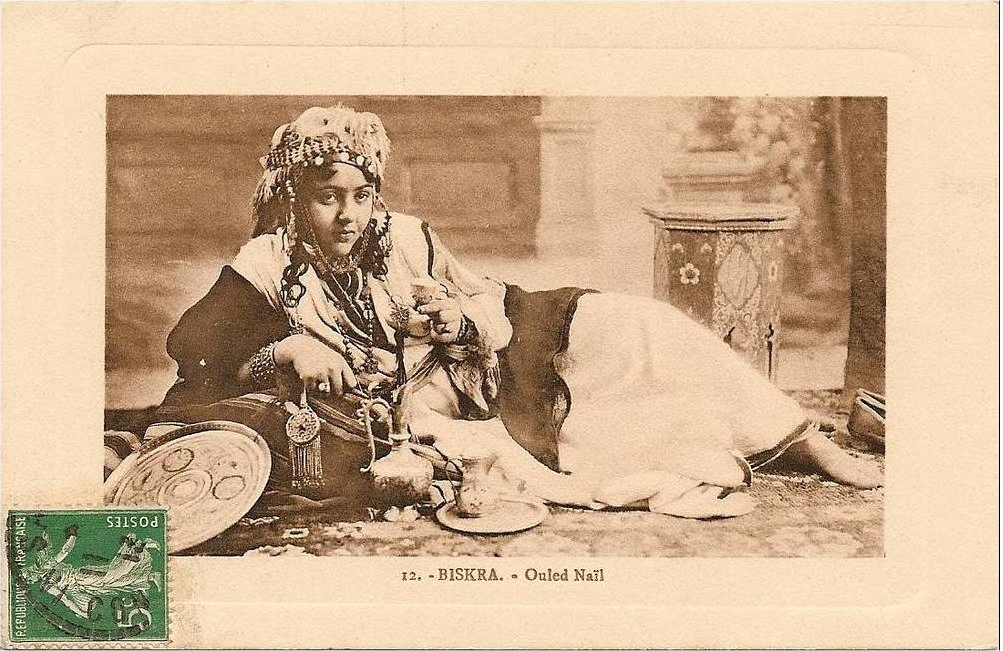
CPA Ouled Nail - Biskra - vers 1900.
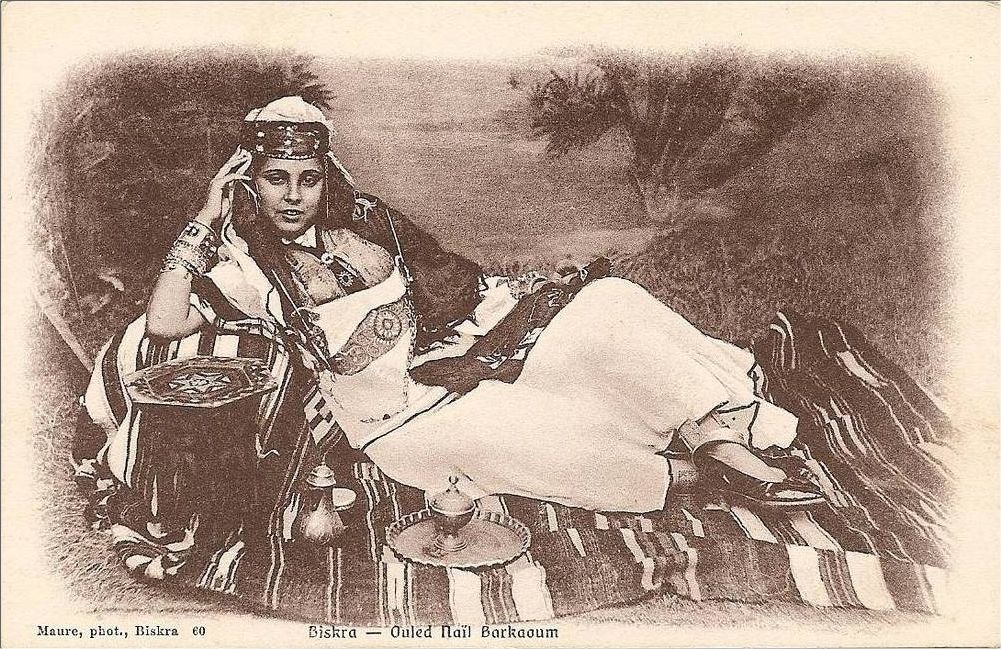
CPA Ouled Nail Barkaoum - Biskra - vers 1900.
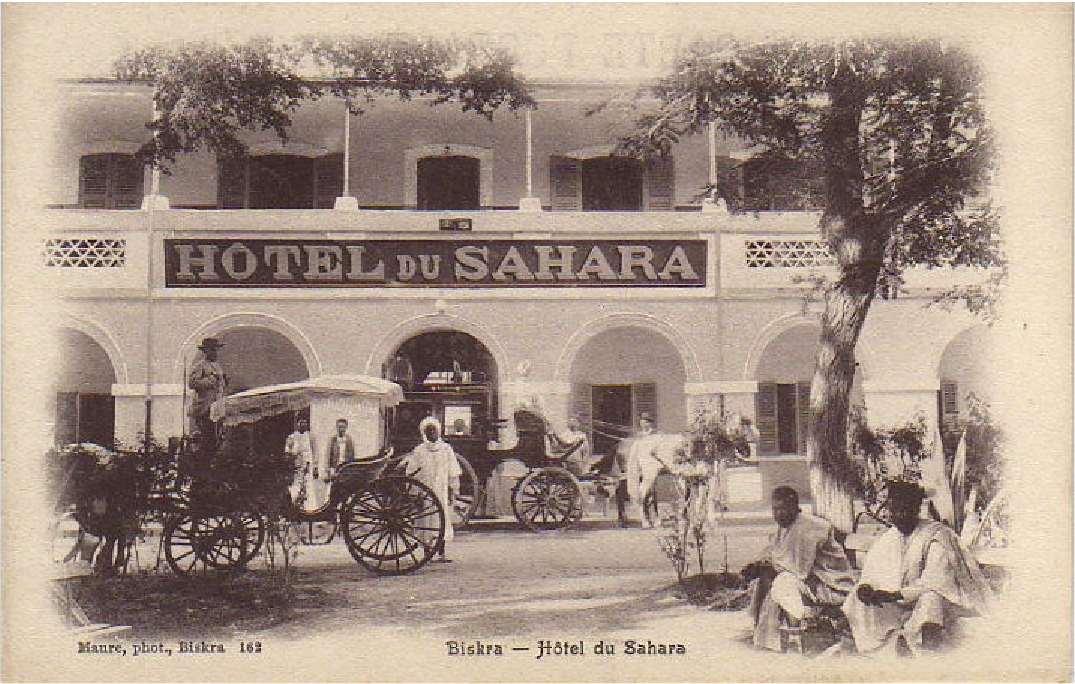
CPA Hotel du Sahara - Biskra - vers 1910.
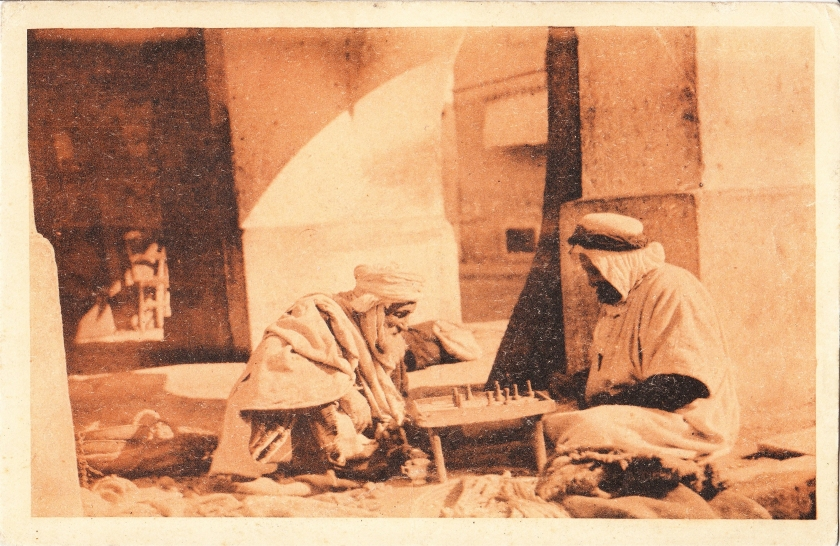
CPA Les joueurs d'échecs - Biskra - vers 1920.
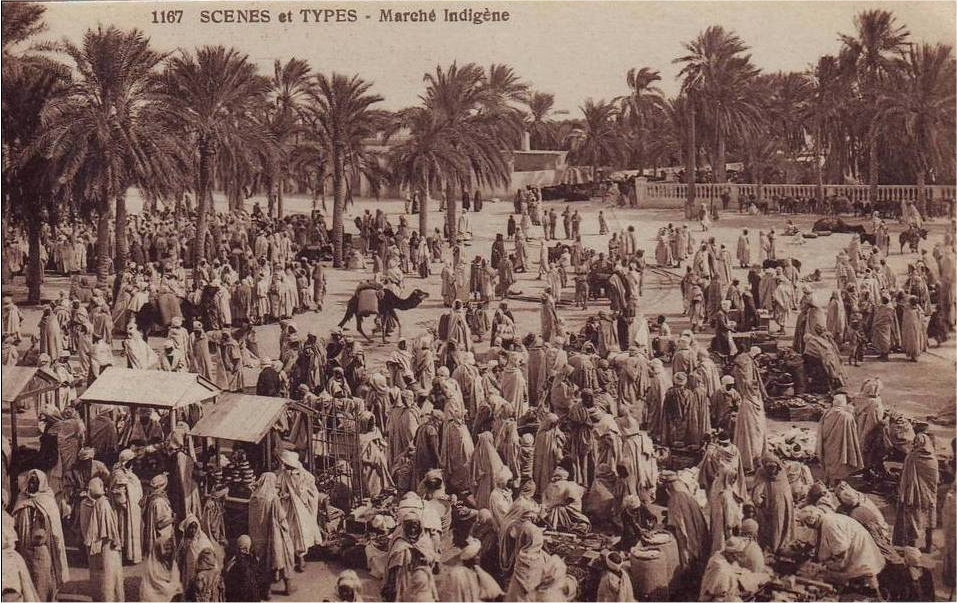
CPA - Le marché indigène - vers 1920.
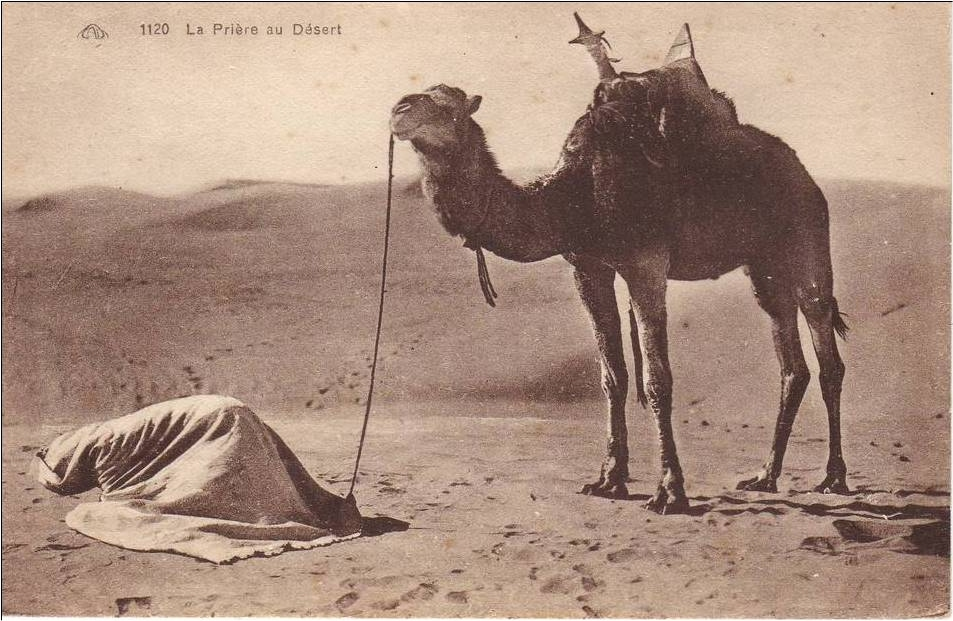
CPA - La prière du désert - vers 1920.
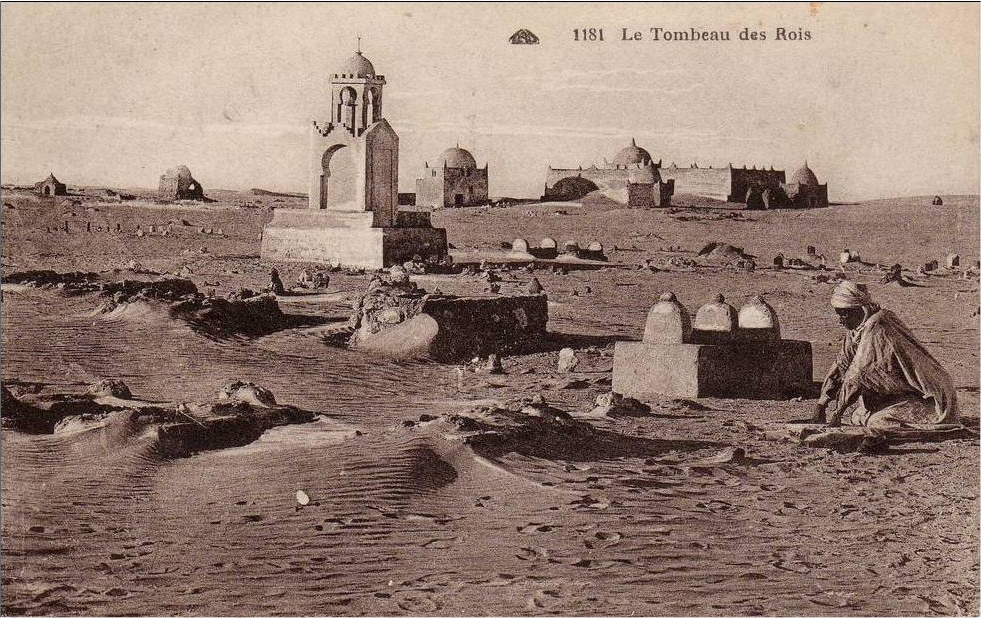
CPA - Le tombeau des rois - Touggourt - vers 1920.

## Publications
- Biskra et ses environs, 78 vues, Notice et un plan, Maure Photographe Biskra, édition FRANCE ALBUM, vers 1900

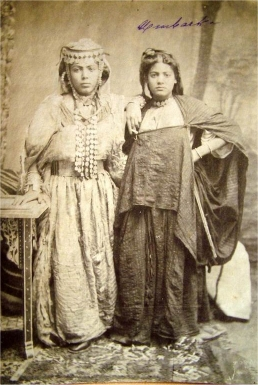
Ouleds Nails - Embarka - vers 1888.
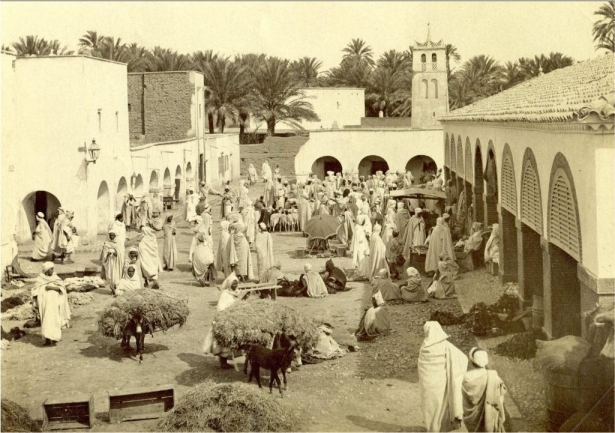
Vues de Biskra, 19 héliographies, Maure Photographe Biskra, edition ND Phot., vers 1900
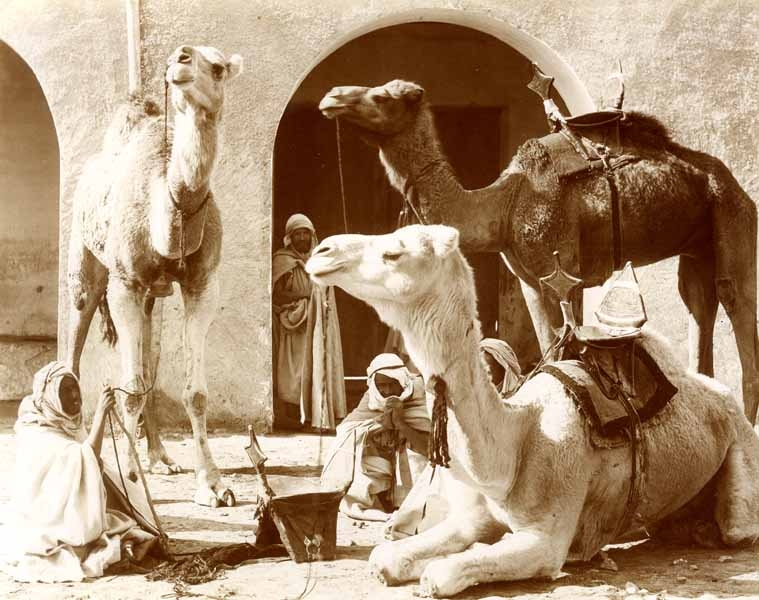
Guide de Biskra et ses environs par Marius Maure, Livret touristique contenant un plan détaillé de la ville, édition BAISE & GOUTTAGNY - Lyon, vers 1910
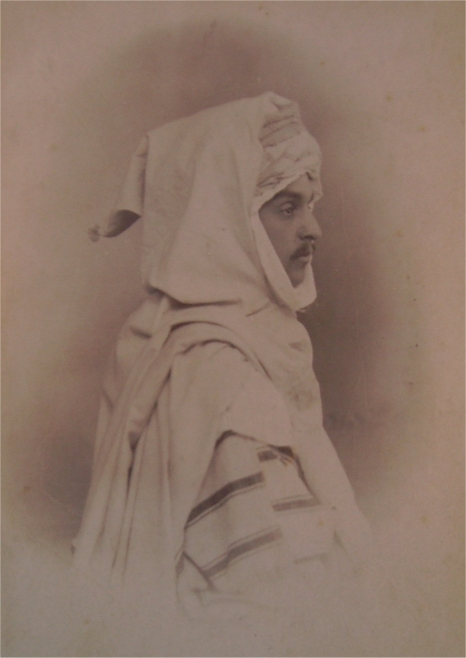
CDV - Marius Maure - vers 1900.